# Wimmelburg

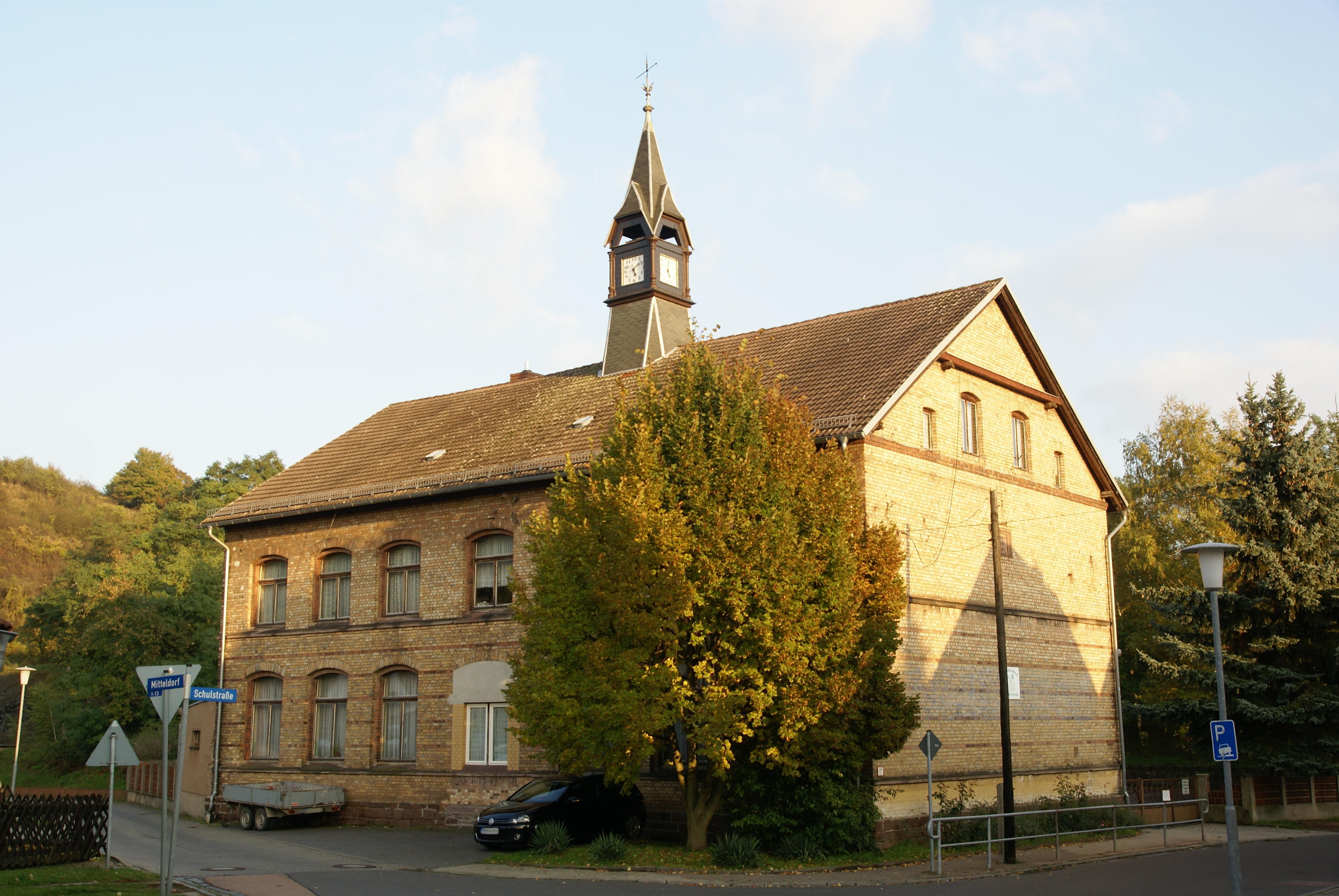
Die ehem. Wimmelburger Grundschule

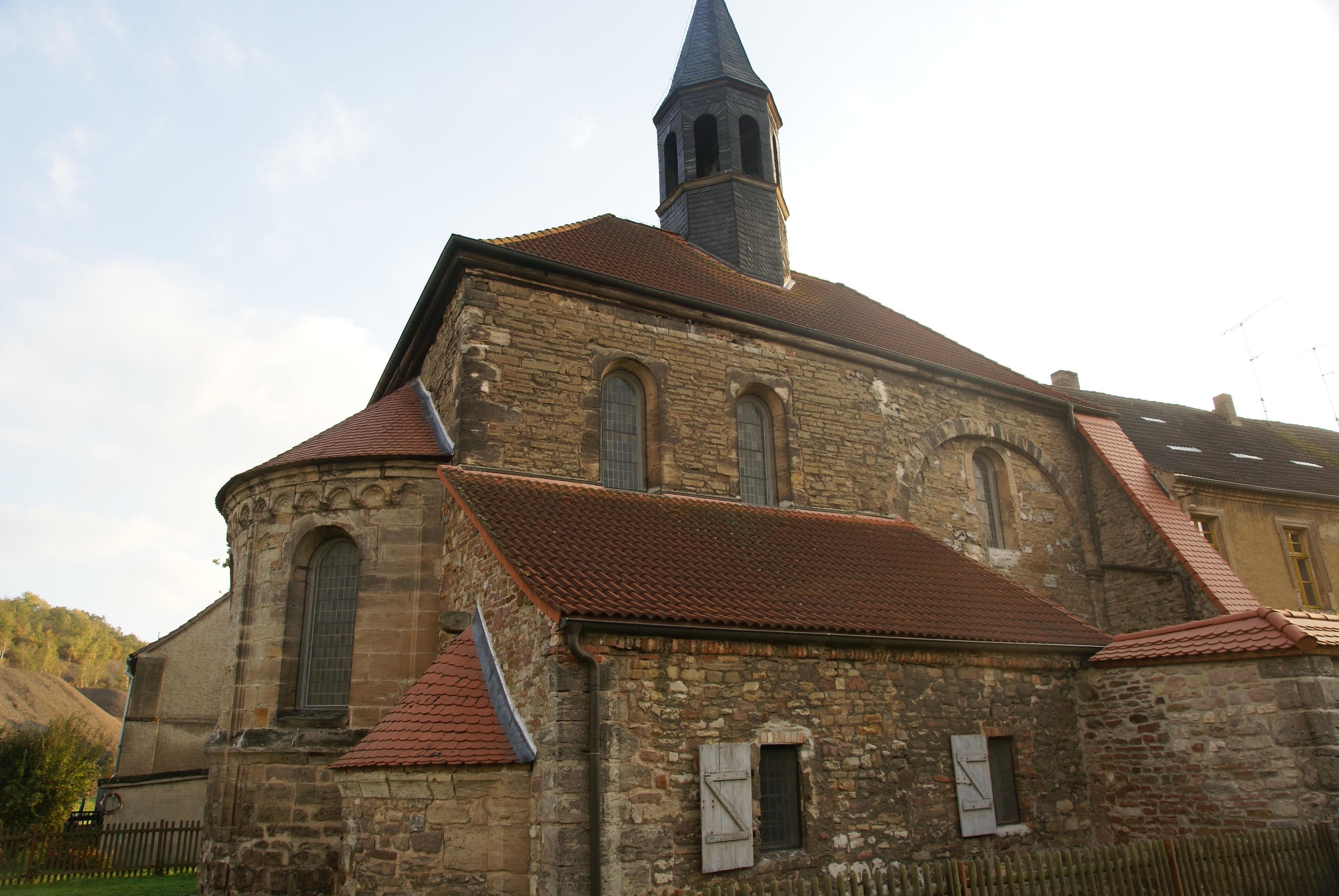
Die Kirche St. Cyriacus im Ort

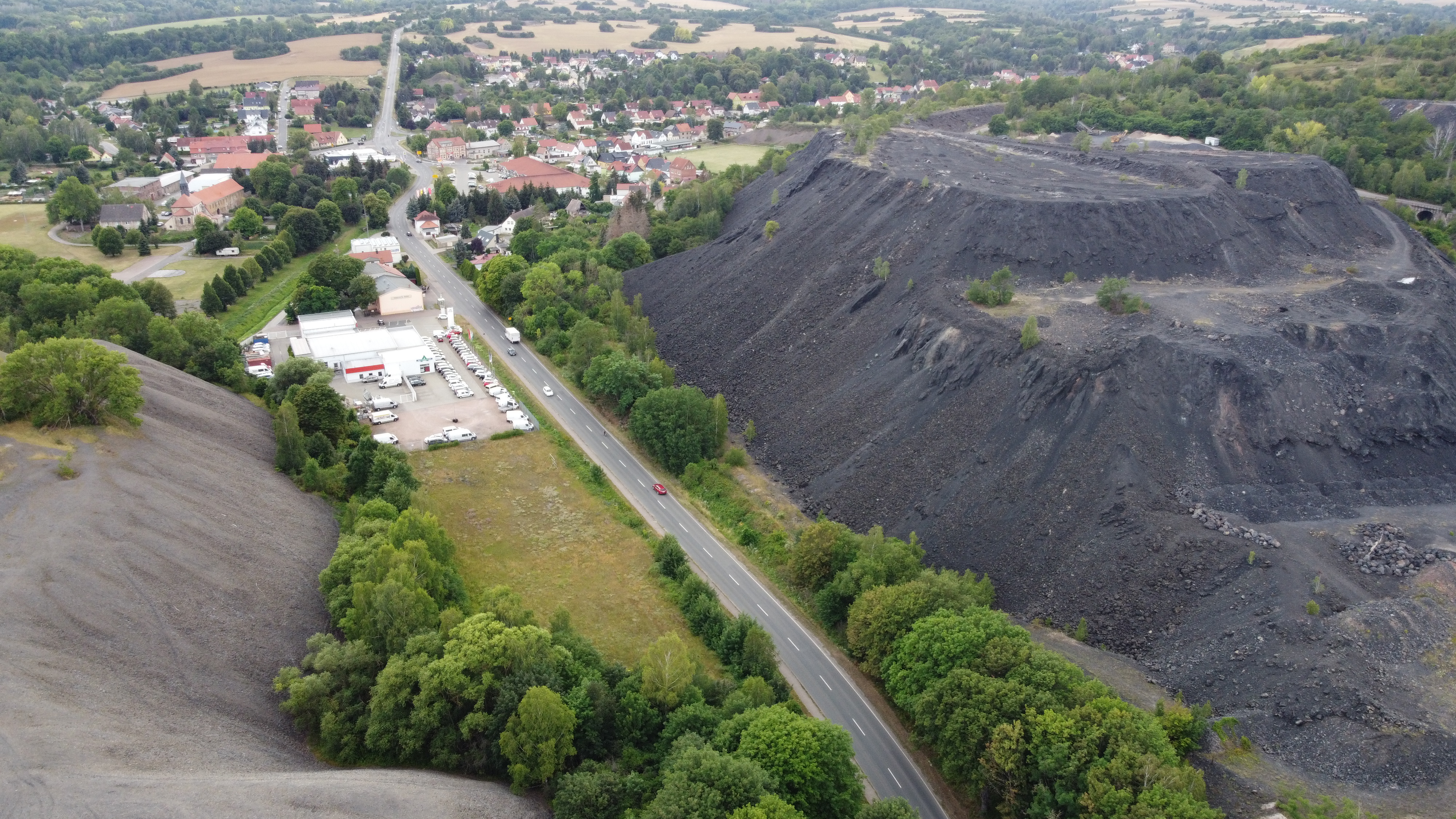
Zechsteinhalde und Schlackehalde an der Verbindungsstraße nach Eisleben

Wimmelburg ist eine Gemeinde westlich der Lutherstadt Eisleben im Landkreis Mansfeld-Südharz in Sachsen-Anhalt. Die Gemeinde gehört zur Verbandsgemeinde Mansfelder Grund-Helbra.

## Geografie
Bemerkenswert ist die Lage des Ortes, im Tal der Bösen Sieben zwischen unter Naturschutz stehenden Abraumhalden aus früheren Kupferbergbauzeiten, darunter die Lutherhalden im Goldgrund, wo der Vater des Reformators Martin Luther 1508/09 zwei Schmelzhütten als Hüttenmeister betrieb.
Unweit von Wimmelburg befindet sich in etwa 100 Meter Tiefe mit der Wimmelburger Schlotte die längste bekannte Gipshöhle Deutschlands (bislang befahren und vermessen 2838 Meter Länge, vermutlich über 5000 Meter lang – nicht öffentlich zugänglich).

## Nachbargemeinden
Nachbargemeinden sind (im Uhrzeigersinn und im Norden beginnend): Hergisdorf, die Lutherstadt Eisleben, Bornstedt und Blankenheim.

## Geschichte
Einige Bodenfunde lassen auf mehrfache Zu- und Abwanderung der Bevölkerung schließen. Es wurden z. B. ein Steinplattengrab (Jungsteinzeit), eine Wohngrube (Bronzezeit) und eine Deckschale (Eisenzeit) gefunden. Damals existierten viele Höhensiedlungen im Gebiet der heutigen Gemeinde sowie auf der Hüneburg, auf dem Friedrichsberg und nahe der Birkenschäferei.
Erstmals wurde Wimmelburg in einer Urkunde von 1038 erwähnt. In jenem Jahr wurde am 25. April der sächsische Pfalzgraf Siegfried auf der „Wigmodeburg“ beigesetzt. Im frühen Mittelalter gehörte der Ort zur Grafschaft Mansfeld. Hoyer von Mansfeld, der Vater von Hoyer I. von Mansfeld und Stammvater der Grafen von Mansfeld, erwarb es, als er Christina, die Tochter des Grafen Siegfried II. von Weimar-Orlamünde, heiratet.
Wimmelburg liegt in unmittelbarer Nähe zur Lutherstadt Eisleben, der ehemaligen Residenzstadt der Grafschaft. Nach dem Aussterben der Grafen von Mansfeld-Bornstedt kam das Amt Wimmelburg an Sachsen. Nach Napoleons Sieg über Preußen (1806/07) kam Wimmelburg unter französische Verwaltung, und ab 1807 gehörte es kurzzeitig zum Königreich Westphalen. Nach dem Sturz Napoleons und der Neuordnung der Länder auf dem Wiener Kongress (1815) gehörte Wimmelburg zur Provinz Sachsen in Preußen, von 1946 bis 1952 und seit 1990 zu Sachsen-Anhalt.
Am 13. April 1945 erreichten die ersten Verbände der 3. Amerikanischen Panzerdivision, über den Kunstberg von Wolferode kommend, gegen 11.30 Uhr Wimmelburg. Vorausgegangen waren am 12. April im Bereich der Birkenschäferei für die amerikanischen Angreifer verlustreiche Kämpfe. Fünf abgeschossene Sherman-Panzer und weitere zerstörte Militärfahrzeuge brachten den Vormarsch zum Stehen. Bei den Kämpfen ging auch die Scheune der Birkenschäferei in Flammen auf. Im Gelände der Domäne trafen die Amerikaner auf mehr als 400 kriegsgefangene britische Offiziere. Ihre Anwesenheit war der Grund, dass Wimmelburg nicht beschossen wurde.

## Wigmodeburg und Kloster Wimmelburg

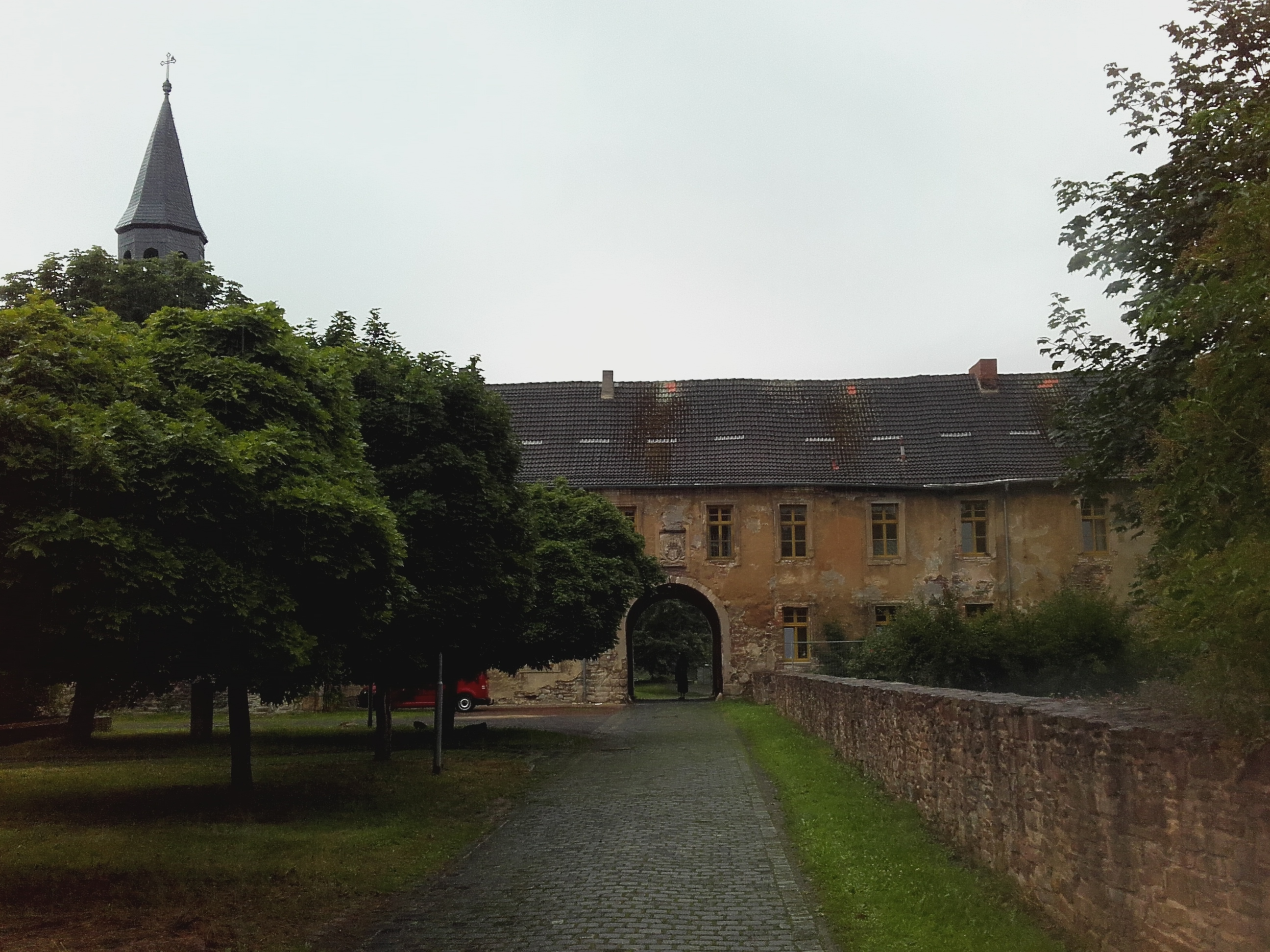
Einstiges Pfuel'sches Herrenhaus

Von der Wigmodeburg her leitet sich der Name des Dorfes ab. Die Burg stand auf dem Plateau des Friedrichsbergs über dem heutigen Sportplatz, wie aus einer Urkunde von 1121 hervorgeht. Die Burg wurde zwischen 1060 und 1070 durch die Gräfin Christina von Mansfeld, die Frau des Grafen Hoyer von Mansfeld, in ein Kloster umgewandelt. Das dem Heiligen Cyriacus geweihte Kloster Wimmelburg bestand an dieser Stelle bis zum Jahr 1121 und wurde dann ins Tal verlegt. 1526 wurde es durch die Grafen von Mansfeld-Mittelort und -Hinterort säkularisiert und in ein Amt umgewandelt. Die Klosterkirche wurde in eine evangelische Kirche umgewandelt. Ein Großbrand am 10. Januar 1680 zerstörte einen Großteil des Kirchengebäudes, das in der Folge nur teilweise und wenig sachkundig repariert wurde. Als Teile der heutigen Kirche St. Cyriacus sind von der ursprünglich großen und stattlichen Klosterkirche heute nur noch der Hauptchor mit der zugehörigen Apsis, der nördliche Nebenchor mit der Apsis, die Vierung und der nördliche Querhausarm, dieser allerdings nur als Ruine, erhalten. Die übrigen Klostergebäude, soweit sie nicht bereits durch das Feuer zerstört worden waren, verschwanden Anfang des 18. Jahrhunderts, als an ihrer Stelle ein großes Herrenhaus durch die Familie von Pfuel  errichtet wurde. Die Klosteranlage war von 1664 bis 1798 im Besitz der Familie Pfuel, bis diese das Amt Oberamt Eisleben mit Wimmelburg an den kursächsischen Staat verkauften. Zu Zeiten der DDR wurde das Herrenhaus, welches auch heute noch die Anlage dominiert, von einer Landwirtschaftlichen Produktionsgenossenschaft (LPG) genutzt.
Ehrenamtlicher Bürgermeister ist der parteilose Andreas Zinke. Er wurde erstmals am 18. Juni 2000 gewählt und im April 2007 in seinem Amt bestätigt. Auch 2014 wurde Zinke wiedergewählt.

## Wappen
Blasonierung: „Gespalten Grün über Silber mit einem stilisierten bewurzelten Lindenbaum in verwechselten Farben.“
Die Farben der Gemeinde sind Grün und Silber (Weiß).

## Vereinsleben
Das örtliche Vereinsleben ist besonders auf Sport und Tiere orientiert. Neben den Sportvereinen FSV Grün-Weiß Wimmelburg (Fußball) und TTV Wimmelburg (Tischtennis) bestehen der Verein Deutscher Schäferhunde, der Kaninchenzuchtverein und die Jagdgesellschaft.
Der Kultur- und Heimatverein Wimmelburg beschäftigt sich mit der „Wahrung, Erforschung und Verbreitung der Geschichte und Kultur der Gemeinde Wimmelburg“ und der Mansfelder Mundart.

## Söhne und Töchter der Gemeinde
- Karl Böttcher (1897–nach 1938), Parteifunktionär (NSDAP)
- Hans-Joachim Reis (1926–2023), Politiker, Landtagsabgeordneter von Nordrhein-Westfalen
- Hans-Martin Gerlach (1940–2011), Philosoph